# 生物地球化学
生物地球化学（せいぶつちきゅうかがく、英語：biogeochemistry）とは、地球上の自然環境を形づくる化学的、物理学的、地質学的、生物学的過程について科学的研究を行う学問分野である。地球を生物圏、水圏、土壌圏、大気圏、岩石圏（リソスフェア）に分け、各サブシステム間での物質・エネルギーの移動・循環を調べる。特に、炭素や窒素などの生物を構成する生体元素の時間的・空間的循環は人間を含めた全生物の生存に深く関わるため、重要な研究テーマである。各地質年代における物質循環のあり方を知ることで、未来の物質循環を予測することも研究の範囲に入る。オゾンホールや地球温暖化などの環境問題の高まりに応じて生物地球化学の重要性も増しており、気候学、生態学、海洋学、土壌学などと密接に関係する。生物地球化学はシステムズシンキングの一種である。

## 研究領域
生物地球化学は、従来の学問分野をまたぐ学際的な性格のため、現在のところ大学で専門の学科が用意されていることは基本的にない。大気科学、生物学、生態学、環境化学、地質学、海洋学、土壌学などの学科で研究が行われている。また、より大きな分野である地球科学や環境学の一部とされることが多い。
生命にとって必須である炭素、酸素、窒素、リン、硫黄といった元素（およびそれらの安定同位体）の生物地球化学的循環（biogeochemical cycle）について研究が行われている。また、微量金属（trace metal）や放射性同位体といった微量元素（trace element）の循環も研究の対象となる。これらの研究は鉱床や油田の探査、公害対策などに応用されている。さらに、人間の手によって地球の自然環境を改良または改変することを目的とした地球工学にも応用される。
より具体的な研究テーマとして、例えば以下のものがある。
- 自然界のモデル化
- 土壌や水質の酸性化回復過程
- 地表水の富栄養化の進行
- 炭素隔離
- 土壌改善
- 気候変動
- 鉱床の生物地球化学的な試掘

## 歴史
現在の生物地球化学に近い概念を最初に提唱したのはロシア人科学者ウラジミール・ベルナドスキーである。1926年、彼の著書 The Biosphere はドミトリ・メンデレーエフの業績を受け継ぎ、地球全体を生命体として定式化した。ベルナドスキーは宇宙を3つの圏（sphere）に分類し、それぞれに独自の進化の法則があり、上位の圏が下位の圏に影響を与えるとした。
1. 非生物圏（Abiotic sphere） - 非生物のエネルギーや物質の過程
2. 生物圏（Biosphere） - 生物圏に生きる生命の過程
3. 叡智圏（Nösphere） - 人類の認知的過程

欧米圏においては、アメリカ人科学者のジョージ・イヴリン・ハッチンソンがこの新たな学問分野の確立に寄与した。その後、イギリス人科学者ジェームズ・ラブロックが「ガイア理論」の名称で今日の生物地球化学の基本原理に当たる概念を一般化させた。ラブロックは生命というプロセスは、自身にとって地球を住みやすく保つために、フィードバック機構によって地球を制御していると主張した。生命と地球環境の相互作用という概念は今日の生物地球化学の基盤となっている。ただしガイア理論のうち、地球そのものを生命とみなすといった科学的な定義づけ・検証が困難な主張や、現在の地球環境が生命によって誘導された結果であるといった目的論的な要素は含まれない。しかしながらラブロックの理論は、生物と環境の相互関係について認識を新たにする重要なきっかけとなった。
現在の生物地球化学では、地球を生物圏、水圏、土壌圏、大気圏、岩石圏（リソスフェア）に分けて考える（土壌圏は生物圏または岩石圏に含められて議論される場合が多い）。特に生物圏は、時代に応じてその範囲が大きく変化したカテゴリーである。20世紀に入り微生物学の進歩によって、それまで存在を知られていなかった生命（主に細菌と古細菌）が多く発見されるようになり、さらに生命が存在しえないと思われていた極限的な環境にも実際には生命（極限環境微生物）が存在していることが明らかとなり、（我々が認識できる）生物圏は大きく拡大した。そのため生物が環境に与える影響も、以前に見積もられていたよりも実際にははるかに大きいということが理解されるようになってきた。さらに今日では、農業や工業を中心とした人類の活動が生物圏の中でもとりわけ大きな要素となっている（人新世を参照）。そのため人類活動が、地球上の物質循環に与える影響の定量的な見積もりが急務となっている。